# Pteronymia apia
Pteronymia apia är en fjärilsart som beskrevs av Felder 1865. Pteronymia apia ingår i släktet Pteronymia och familjen praktfjärilar. Inga underarter finns listade.